# Stap maar in bij mij
Stap maar in bij mij is een single van Paul de Munnik & MEAU uit 2022. Het nummer werd geschreven voor een nieuwjaarscampagne van de Nederlandse Spoorwegen. In het nummer wordt teruggeblikt op de 'onwerkelijke reis' van de afgelopen jaren, als gevolg van de coronapandemie. Tegelijkertijd wordt vooruitgeblikt op 2022 met de loslating van de coronamaatregelen.

## Hitnoteringen

### Tipparade
| Positie: | 30 | 22 | 16 | 11 | 10 | uit |